# Paj-che (řeka)
Paj-che (čínsky znaky 白河) je řeka na území centrálně spravovaných měst na úrovni provincie Peking a Tiencin a provincie Che-pej na severovýchodě Číny. Je 560 km dlouhá. Povodí má rozlohu 280 000 km².

## Průběh toku
Na dolním toku protéká Velkou čínskou rovinou v široké terasovité dolině. Je jednou ze zdrojnic řeky Chaj-che, která ústí do zálivu Po-chaj Žlutého moře.

## Využití
Řeka je splavná pro vodáky.